# Time Passages
| 전문가 평가 | 전문가 평가 |
| 평가 점수   | 평가 점수   |
| 출처        | 점수        |
| ----------- | ----------- |
| Allmusic    | [ 1 ]       |

《Time Passages》는 1978년 9월에 발매된 영국의 싱어송라이터 알 스튜어트의 여덟 번째 스튜디오 음반이다. 이것은 그의 1976년 음반 《Year of the Cat》의 후속작이다. 1975년의 《Modern Times》와 1976년의 《Year of the Cat》과 같은 이 음반은 다시 한번 알란 파슨스에 의해 제작되었다. 이 음반의 타이틀곡(편집되었을 때 《빌보드》 차트에서 7위에 도달)과 〈End of the Day〉는 모두 피터 화이트가 공동 작곡했다. 타이틀곡은 또한 10주 동안 《빌보드》 어덜트 컨템포러리 차트에서 1위에 올랐다.
이 음반의 디지털 리마스터드 버전은 2004년에 발매되었다.

## 커버 아트
음반의 앞면과 뒷면 커버는 힙노시스가 디자인했다. 스톰 소거슨이 《For the Love of Vinyl: The Album Art of Hipgnosis》에서 언급했듯이, "알의 《Time Passages》를 위해 우리는 부엌 창문 선반에서 라디오가 튜닝되는 것을 보여주었지만 동시에 창문 밖의 풍경을 "튜닝"했다." 커버 사진은 애리조나주 모뉴먼트밸리의 인디언 루트 42에서 촬영되었다.

## 곡 목록
모든 곡들은 특별한 언급이 없는 한 알 스튜어트에 의해 작사/작곡하였다.
| #  | 제목                         | 작사·작곡             | 재생 시간 |
| -- | ---------------------------- | --------------------- | --------- |
| 1. | 〈Time Passages〉            | 스튜어트, 피터 화이트 | 6:41      |
| 2. | 〈Valentina Way〉            |                       | 4:04      |
| 3. | 〈Life in Dark Water〉       |                       | 5:49      |
| 4. | 〈A Man for All Seasons〉    |                       | 5:50      |
| 5. | 〈Almost Lucy〉              |                       | 3:43      |
| 6. | 〈The Palace of Versailles〉 |                       | 5:20      |
| 7. | 〈Timeless Skies〉           |                       | 3:34      |
| 8. | 〈Song on the Radio〉        |                       | 6:22      |
| 9. | 〈End of the Day〉           | 스튜어트, 화이트      | 5:23      |

## 인증
| 국가                       | 인증     | 판매량/출하량 |
| -------------------------- | -------- | ------------- |
| 영국 (BPI)                 | 실버     | 60,000^       |
| 미국 (RIAA)                | 플래티넘 | 1,000,000^    |
| ^출하량을 기반으로 한 인증 |          |               |